# Patlabor 1
Patlabor 1 (jap. 機動警察パトレイバー 劇場版, Kidō keisatsu patorebā Gekijōban, dt. „Mobile Polizei(gruppe) Patlabor: Der Film“) ist ein Anime-Film aus dem Jahr 1989, der auf der Manga-Serie Kidō Keisatsu Patlabor von Masami Yūki basiert. Regie bei dem Science-Fiction-Film führte Mamoru Oshii. Die Animationen stammen von Studio Deen.

## Handlung
In Japan ungefähr im Jahre 2000 werden spezielle Roboter vom Militär, von der Polizei oder im Hochhausbau eingesetzt. Diese Roboter werden Labor genannt (zu deutsch [der] „Arbeiter“), die der Polizei werden Patlabor genannt (kurz für Patrouille Labors). Hergestellt werden die Roboter in der Arche, einer hohen und weiten Fabrikationsanlage, die aus mehreren Ebenen besteht und die sich mitten im Meer befindet.
In Tokio kommt es zu einer merkwürdigen Reihung von Amokläufen einiger Labors. Die einzige Gemeinsamkeit dieser Roboter scheint ein neues Betriebssystem, das H.O.S – Hyper Operating System zu sein. Es stellt sich heraus, dass der Entwickler dieses Betriebssystems selbst für die Probleme verantwortlich ist: Er hat einen Virus programmiert, der sich schwer aus den Labors entfernen lässt und der die Amokläufe auslöst. 
Die Polizei stellt zudem fest, dass sich die Amokläufe auf bestimmte Stadtteile begrenzen. Auf der Suche nach der Ursache finden sie heraus, dass in diesen Stadtteilen besondere Bauten (Hochhäuser, Brücken) stehen. Aufgrund der Bauweise erzeugen diese Bauten für Menschen unhörbare Töne. Anscheinend plante der Entwickler einen globalen Amoklauf aller mit dem neuen Betriebssystem arbeitenden Labor-Roboter.
Der Auslöser für dieses Ereignis soll ein Taifun sein, der die riesige Fabrik Arche aufgrund der offenen Bauweise in Schwingung versetzen und durch die Resonanzschwingung auch andere Gebäude in Schwingung versetzen soll. Die von diesen Gebäuden erzeugten hohen Frequenzen sollen dann den Amoklauf der Labors auslösen.
Weil der Taifun kurz davor ist, auf Tokio zu treffen, bleibt der Polizei keine Zeit die Theorie zu überprüfen. Die sicherste Lösung ist die Zerstörung der Arche. Zwar hat der Entwickler diese Möglichkeit auch vorhergesehen und hat auch den Computer der Arche mit dem Virus infiziert, aber über eine Notzerstörungsanlage kann die Polizei die Arche zerstören.

## Rezeption
Der Film kam am 15. Juli 1989 in die japanischen Kinos. Später erschien er in mehreren Ländern auf VHS und DVD. In Deutschland ist die DVD im Januar 2005 bei Panini Video erschienen.

## Fortsetzung
1993 erschien Patlabor 2 – The Movie und 2002 Patlabor 3 – Der Film.